# 布兰德-赫讷基兴
布兰德-赫讷基兴（德語：Brande-Hörnerkirchen）是德国石勒苏益格－荷尔斯泰因州的一个市镇。总面积13.14平方公里，总人口1577人，其中男性769人，女性808人（2011年12月31日），人口密度120人/平方公里。